# Zach Grenier
Zach Grenier (Englewood, Nueva Jersey; 12 de febrero de 1954) es un actor estadounidense de cine y televisión. Ha participado en diferentes proyectos como C-16: FBI, Touching Evil, Law & Order, entre otros.

## Carrera

### Televisión
| Año          | Título                            | Personaje                           | Notas                                             |
| ------------ | --------------------------------- | ----------------------------------- | ------------------------------------------------- |
| 1987–88      | Kate & Allie                      |                                     |                                                   |
| 1988–89      | Tattingers                        | Sonny Franks                        |                                                   |
| 1989         | A Man Called Hawk                 |                                     | 1 episodio                                        |
| 1986–89      | The Equalizer                     | Kenny Pack/Wirth                    | 2 episodios, 2 diferentes personajes              |
| 1987–89      | Miami Vice                        | Eric Terry/Internal Affairs Officer | 2 episodios, 2 diferentes personajes              |
| 1991         | The Golden Girls                  | Vaczy                               |                                                   |
| 1994         | Normandy: The Great Crusade       | Robert Slaughter                    | Voz; película para televisión                     |
| 1994         | The Cosby Mysteries               |                                     |                                                   |
| 1995         | New York News                     | Mike Paretti                        |                                                   |
| 1996         | Gang in Blue                      | Joe Beckstrem                       | película para televisión                          |
| 1997–98      | C-16: FBI                         | Jack DiRado                         | Elenco principal                                  |
| 1999         | Ally McBeal                       | Attorney Benson                     |                                                   |
| 2000         | Judging Amy                       | Dr. Norman Golden                   |                                                   |
| 1993–2000    | NYPD Blue                         | Det. Lou Simpkins/Rudolf Wentz      | 2 episodios, 2 diferentes personajes              |
| 2000         | The Practice                      | Detective R. Larson                 | 2 episodios                                       |
| 2001         | Laughter on the 23rd Floor        | Brian Doyle                         | película para TV                                  |
| 2001         | The Whistle-Blower                | Louis T. Weitzman                   | película para TV                                  |
| 2001         | The X-Files                       | Dr. Herman Stites                   |                                                   |
| 2001         | Curb Your Enthusiasm              | Lane Michaelson                     | 2 episodios                                       |
| 2002         | JAG                               | Colonel Boyett                      |                                                   |
| 2001–02      | 24                                | Carl Webb                           | 9 episodios                                       |
| 2002         | Without a Trace                   | Ricardo                             |                                                   |
| 2002         | Robbery Homicide Division         | Skip Dayton                         |                                                   |
| 2002         | The Guardian                      | Henry Thomas                        |                                                   |
| 2002         | Enterprise                        | Renth                               |                                                   |
| 2003         | Veritas: The Quest                | Hossik                              |                                                   |
| 2004         | Touching Evil                     | Agente especial Hank Enright        | Reparto principal                                 |
| 2004         | Dr. Vegas                         | Det. Rosen                          |                                                   |
| 2004         | Crossing Jordan                   | Norman Farrell                      |                                                   |
| 2005         | CSI: NY                           | Ross Howell                         |                                                   |
| 2005         | Medium                            | Profesor Leonard Cardwell           |                                                   |
| 2006         | CSI: Miami                        | Profesor Meyer                      |                                                   |
| 2004–06      | Deadwood                          | Andy Cramed                         | 9 episodios                                       |
| 2006         | Numb3rs                           | Peyton Shoemaker                    |                                                   |
| 2006         | The Nine                          | Sean McDermott                      | 3 episodios                                       |
| 2005–07      | Boston Legal                      | U.S. Attorney Chris Randolph        | 2 episodios                                       |
| 2007         | Cold Case                         | Ambrose Stone en 1919               |                                                   |
| 2007         | CSI: Crime Scene Investigation    | Dr. Kachler                         |                                                   |
| 2009         | The Philanthropist                | Tyler Timson                        |                                                   |
| 1991–10      | Law & Order                       | 6 diferentes personajes             | 6 episodios                                       |
| 2010–11      | Law & Order: Special Victims Unit | Judge Miranski                      | 2 episodes                                        |
| 2013         | Zero Hour                         | 3 episodios                         |                                                   |
| 2010–16      | The Good Wife                     | David Lee                           | Recurrente                                        |
| 2014         | Turks & Caicos                    |                                     |                                                   |
| 2017         | Blindspot                         | Herman                              | Episodio: "Solos"                                 |
| 2017 2020–21 | The Good Fight                    | David Lee                           | Invitado, Temporada. 1 Principal, Temporadas. 4–5 |
| 2018–19      | Ray Donovan                       | Ed Feratti                          | 6 episodios                                       |
| 2020         | Devs                              | Kenton                              | Recurrente                                        |

### Cine
| Año  | Título                            | Personaje           | Notas         |
| ---- | --------------------------------- | ------------------- | ------------- |
| 1988 | Kenny                             | Jesse               |               |
| 1988 | Working Girl                      | Jesse               |               |
| 1989 | See No Evil, Hear No Evil         | Jerk                |               |
| 1990 | A Shock to the System             | Ejecutivo #2        |               |
| 1991 | Problem Child 2                   | Voytek              |               |
| 1991 | Delirious                         | Mickey              |               |
| 1991 | Liebestraum                       | Barnard Ralston IV  |               |
| 1993 | The Contenders                    |                     |               |
| 1993 | Cliffhanger                       | Davis               |               |
| 1993 | El hombre sin rostro              | Dr. Lionel Talbot   |               |
| 1995 | Tommy Boy                         | Ted Reilly          |               |
| 1995 | Cafe Society                      | Milton Macka        |               |
| 1995 | Drunks                            | Al                  |               |
| 1995 | Reckless                          | Anchor Person Trish |               |
| 1995 | The Stars Fell on Henrietta       | Larry Ligstow       |               |
| 1996 | Twister                           | Eddie               |               |
| 1996 | Mother Night                      | Joseph Goebbels     |               |
| 1996 | Maximum Risk                      | Ivan Dzasokhov      |               |
| 1997 | Donnie Brasco                     | Dr. Berger          |               |
| 1997 | White Lies                        | Terry Seabrooks     |               |
| 1997 | Under The Bridge                  | John                |               |
| 1999 | Ride With the Devil               | Mr. Evans           |               |
| 1999 | Fight Club                        | Richard Chesler     |               |
| 2000 | Shaft                             | Harrison Loeb       |               |
| 2000 | Chasing Sleep                     | Geoffrey            |               |
| 2001 | Swordfish                         | Asistente           |               |
| 2006 | Pulse                             | Professor Cardiff   |               |
| 2006 | Rescate al amanecer               | Squad Leader        |               |
| 2007 | Zodiac                            | Mel Nicolai         |               |
| 2007 | Los 4 Fantásticos y Silver Surfer | Mr. Sherman/Rafke   |               |
| 2008 | The Loss of a Teardrop Diamond    | Mr. Fenstermaker    |               |
| 2009 | Earthwork                         | Mayor               |               |
| 2011 | J. Edgar                          | John Condon         |               |
| 2013 | Manhattan Romance                 | Trevor              |               |
| 2014 | RoboCop                           | Senator Dreyfus     |               |
| 2014 | Girlrillaz                        | Jim Black           | Posproducción |